# Lunndörrsfjällen
Lunndörrsfjällen est un massif montagneux situé dans la province d'Härjedalen, dans le comté de Jämtland, en Suède. Au cœur du massif se trouve la vallée Lunndörren, qui était une voie de communication importante entre le Jämtland et l'Härjedalen.